# Regressió de Poisson
En Estadística, una Regressió de Poisson és una forma de regressió utilitzada per modelar dades de recompte i una taula de contingència. Aquest tipus de regressió assumeix que la variable de resposta té una distribució de Poisson i que el logaritme del seu valor esperat pot ser modelat per una combinació lineal de paràmetres desconeguts.